# Колебаев, Алексей Семёнович
Алексей Семенович Колебаев (31 марта 1914, с. Камышенка, Акмолинский уезд, Акмолинская область, Российская империя — 26 апреля 1982, Алма-Ата, Казахская ССР, СССР) — советский государственный и партийный деятель.

## Биография
Родился 31 марта 1914 года в селе Камышенка Акмолинского уезда Акмолинской области (ныне — Астраханский район Акмолинской области Казахстана). Член ВКП(б) с 1940.

### Образование
Окончил рабочий факультет в городе Семипалатинск (1934) и Казахский горно-металлургический институт (1940).

### Трудовая деятельность
В 1940—1943 гг. — мастер, начальник смены, заместитель начальника цеха Южно-Уральского никелевого комбината. В 1943—1948 гг. в в Оренбургской области, заведующий отделом Орского городского комитета партии, Южно-Уральского никелевого комбината, Орско-Халиловского металлургического комбината. В 1952—1955 гг. — в тресте «Алтайсвинецстрой», начальник смены на цинковом заводе им. В. И. Ленина в Усть-Каменогорске.
В 1955—1958 годах — заведующий отделом Восточно-Казахстанского областного комитета партии.
С 7 января 1958 г. по январь 1963 г. — секретарь Восточно-Казахстанского обкома КП Казахской ССР
С 19 января 1963 г. по 28 декабрь 1964 г. — 1-й секретарь Восточно-Казахстанского промышленного обкома КП Казахской ССР
С 28 декабря 1964 г. по 13 апреля 1965 г. — 1-й секретарь Восточно-Казахстанского обкома КП Казахской ССР.
5.4.1965 — 25.4.1975 — секретарь ЦК КП Казахской ССР.
С 1975 года — на пенсии.
Член Бюро 24-го съезда КП Казахстана и 12-13-го съезда КПСС, депутат Совета Союза Верховного Совета СССР 7-го созыва от Восточно-Казахстанской области, депутат Верховного Совета Казахской ССР 6, 7 и 8-го созывов.
Скончался 26 апреля 1982 года, похоронен на Центральном кладбище Алма-Аты.

## Награды
Орден Октябрьской революции, 4 ордена Трудового Красного Знамени и медали.